# Penny Arcade Expo
Penny Arcade Expo (PAX) — серия игровых мероприятий, проходящих в Сиэтле, Бостоне, Мельбурне и Сан-Антонио. PAX была основана в 2004 году Джерри Холкинсом и Майком Крахуликом, создателями веб-комикса «Penny Arcade».
Первая выставка, проведённая в 2004 году, была обозначена как празднование в честь игровой культуры. Программа мероприятий обычно включается себя вступительную речь видного представителя индустрии, концерты игровой тематики, обсуждения в виде форумов, выставка игр инди-разработчиков и крупных издательств, игровые турниры, зоны для бесплатной игры. На каждой выставке PAX среди посетителей проводится турнир под названием «Омегатон» (с англ. — «Omegathon»). Финал соревнования является частью финальной церемонии всего мероприятия.

## История
Первая выставка Penny Arcade Expo была проведена 28-29 августа в Bellevue в Meydenbauer Center. Мероприятие посетило приблизительно три тысячи человек. В следующие два года выставка проводилась там же. Быстрыми темпами возрастала аудитория: девять тысяч посетителей в 2005 году, девятнадцать тысяч в 2006 году. В 2007 году PAX переехала в Washington State Convention and Trade Center, в два раза больший, чем предыдущий. Количество участников составило 39 000 человек. В 2010 году Panny Arcade Expo была впервые проведена на восточном побережье. PAX 2010 прошла в Бостоне 26-28 марта в Hynes Convention Center. Вместе с этим в Вашингтоне была проведена PAX Prime. Выставки посетило 52 и 67 тысяч человек соответственно.